# César Ibáñez (calciatore 1992)
César Alberto Ibáñez Jiménez (Guadalajara, 1º aprile 1992) è un ex calciatore messicano, di ruolo difensore.

## Biografia
Per la fine del 2012 è prevista la nascita della sua primogenita Valentina.

## Carriera

### Club
Dopo aver trascorso un anno nell'Académicos, nel 2009 si trasferisce all'Atlas dove ha collezionato 5 presenze e un gol e nel 2011 è passato in prestito al Santos Laguna.

### Nazionale
Nel 2011 viene convocato nell'Under-20 per prendere parte al campionato mondiale di calcio Under-20.